# Hazzanim français victimes du nazisme
Durant la Seconde Guerre mondiale des hazzanim français furent victimes du nazisme. Ils furent déportés dans des camps de la mort.

## Hazzanim français victimes du nazisme
- Nachman Bindefeld (1906-1944)[1],[2] est arrêté dans la Synagogue de Brive-la-Gaillarde alors qu'il prépare la Bar Mitzvah de Robert Najberg, en même temps que la résistante Rose Gluck[3], et plusieurs autres personnes ramassées lors de cette rafle.
- Émile Kaçmann (1914-2001), survivant d'Auschwitz, hazzan de l'Union libérale israélite de France de 1946 à 1991.
- Jules Lichtenstein (1884 ou 1888-1942), hazzan de Neuilly-sur-Seine, déporté à Auschwitz, père de Charles Liché (Charles Lichenstein).
- Charles Liché (Charles Lichenstein) (1920-2001)  déporté à Auschwitz et survivant, fils de Jules Lichtenstein.
- Simon Pessine (1898-1944?), hazzan de la Synagogue de la rue Pavée à Paris, déporté à Auschwitz[4].